# 谢尔曼白银采购法案
谢尔曼白银采购法案（Sherman Silver Purchase Act）是一项美国联邦法律，颁布于1890年7月14日。
这项措施没有批准自由和无限制的银币制度，未能满足自由银币运动支持者的要求；然而，它将要求政府按月采购的银量提高到450万盎司。 谢尔曼白银采购法案是为了应对农民和矿工利益集团日益增长的不满而通过。农民由于生产过剩负债累累，通货紧缩更使债务难以还清。他们敦促政府通过谢尔曼白银采购法案以提振经济引发通货膨胀，使其能够以更廉价的美元偿还债务。 同时矿业公司已从西部矿井采掘了大量白银，导致供给过剩银价下跌，而且经常会低于采掘白银的赢利点。他们希望争取政府提高对白银的需求。
最初该法案只被称为1890年白银采购法案。法案被签署成为法律之后，才变成了“谢尔曼白银采购法案”。 参议员约翰·谢尔曼，俄亥俄州共和党人及参议院财政委员会主席，并不是该法案的作者。但在国会两院通过法案，法案送往参议院/众议院会议委员会来处理该法案在参众两院版本间的差异时，参议员约翰·谢尔曼使会议委员会得以对法案的最终草案达成一致。 虽然如此，当会议委员会对最终版本达成一致时，谢尔曼发现他并不赞同法案中许多条款。 当总统本杰明·哈里森问及他对法案的看法时，谢尔曼的支持不温不火。谢尔曼只会在“安全”的时候冒险，如果总统签署该法案那就不会有什么损害。
该法案与1890年的麦金莱关税一同颁布。 俄亥俄州共和党人、众议院筹款委员会主席威廉·麦金莱和约翰·谢尔曼合作创建这个一揽子提议，既能通过参议院又能获得总统批准。
根据该法案，美国联邦政府采购数百万盎司白银，并相应发行纸币。它成为世界第二大买主，紧随英国王室在印度的采购其后，因为印度卢比是以白银而非黄金支持的。除了在1878年布兰德-艾利森法案要求的400万盎司采购量上再加200万以外，现在美国政府每月需要采购额外450万盎司银条。 该法要求财政部发行财政部（铸币）券来购买白银，此券可以兑换白银或黄金。这个计划事与愿违，因为人们（大多是投资者）会用这种新铸币券赎回金美元，从而消耗政府的黄金储备。1893年恐慌爆发后，总统格罗弗·克利夫兰监督废除该法以防止黄金储备枯竭。
1890年银价跌至每盎司1.16美元，年底则降至0.69美元。1894年12月价格下降到0.60美元。1895年11月1日，美国铸币厂停止生产银币，政府关闭了新奥尔良铸币厂。银行不再鼓励使用银美元。